# 18 Мельпомена
18 Мельпомена — астероїд головного поясу, відкритий 24 червня 1852 року.